# Burmophora comans
Burmophora comans är en tvåvingeart som beskrevs av Rudolf Beyer 1958. Burmophora comans ingår i släktet Burmophora och familjen puckelflugor.
Artens utbredningsområde är Myanmar. Inga underarter finns listade i Catalogue of Life.